# Manoir de Veygoux
Le manoir de Veygoux est un manoir situé dans la commune de Charbonnières-les-Varennes, dans le département français du Puy-de-Dôme , en Auvergne-Rhône-Alpes. C'est le domaine de la famille du général Desaix jusqu'en 1880.
Le manoir de Veygoux est un site touristique et culturel consacré à la Révolution française. 

## Citation

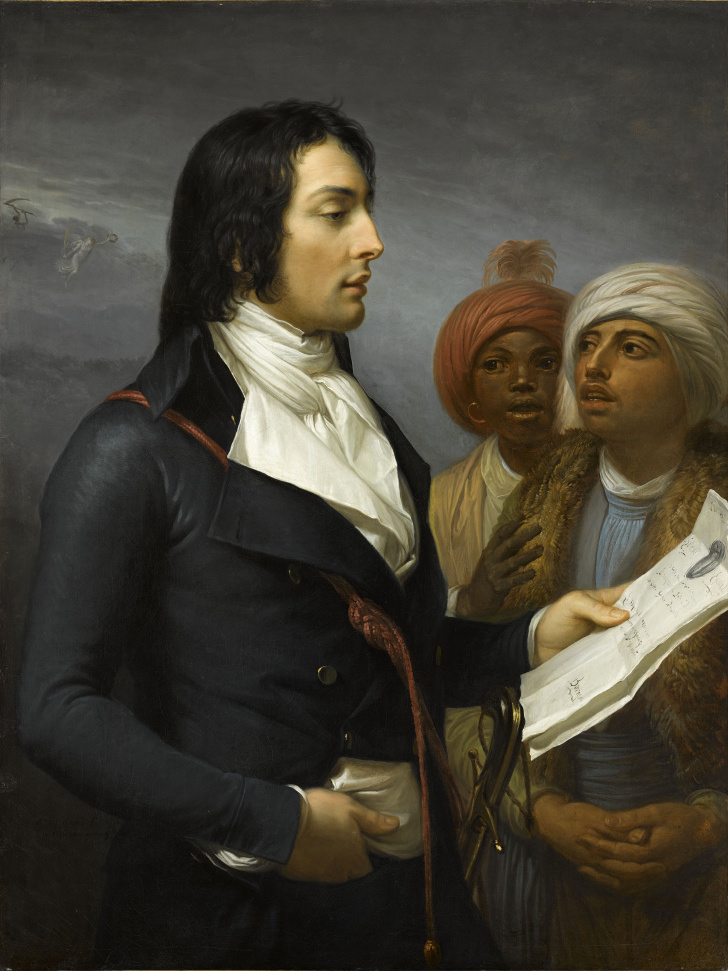
Louis Charles Antoine Desaix dit Desaix de Veygoux.

« Je n'oublie pas qu'à la fin de toutes les charges, des emplois et des honneurs, Veygoux, ses champs et ses bruyères seront ma récompense. »

— Louis Charles Antoine Desaix, à propos du manoir de Veygoux qu'il a aimé et où il a passé son enfance.

## Histoire

### Avant la Révolution
À partir de 1623, Veygoux est le fief de la famille Desaix. Au-dessus de la porte principale du manoir, figure encore le blason familial d'argent à la bande de gueules chargée de trois coquilles d'or.
Le manoir, de style Louis XIII, est construit vers 1623, époque du mariage entre Sylvaine de Brosson, dame de Veygoux et Annet des Aix, chevau-léger. Le couple a un fils :
- Charles, écuyer, vivant en 1666-1692, marié en 1673 à Françoise du Taux, dont :
  - Sylvain (1700-1731), marié en 1712 à Anne de Beaufranchet, dont : 
    - Gilbert-Antoine, écuyer, marié en 1758 à Amable de Beaufranchet, dont : 
      - Amable, frère aîné du général Desaix, capitaine au régiment de Beauvoisis[4]. Il assiste à l'assemblée de la noblesse de la Basse-Auvergne en 1789.

### Après la Révolution

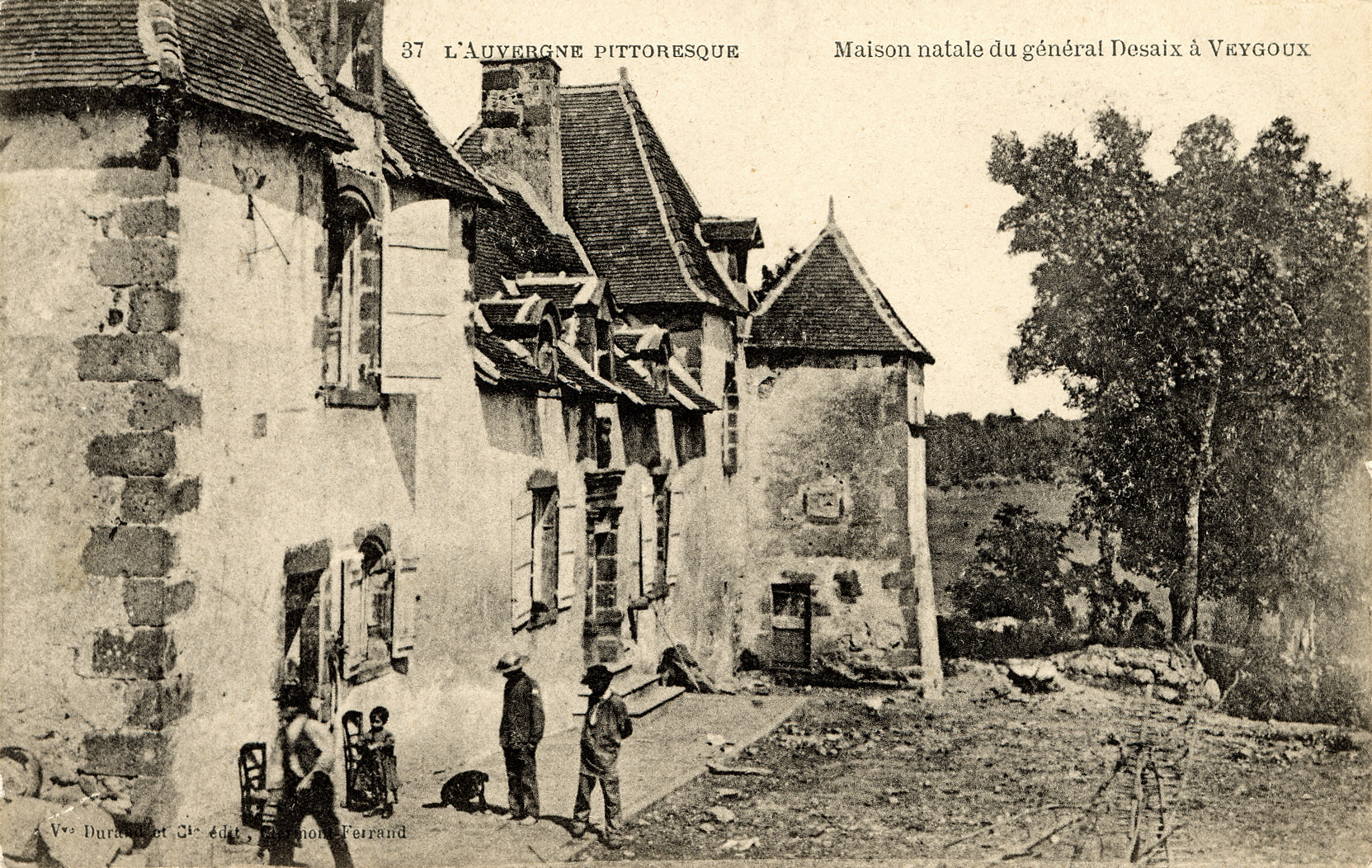
Carte postale ancienne portant la mention erronée « Maison natale du général Desaix » !

- En 1790, naît Louis-Jean, aîné des neveux du général Desaix. Il est fait baron Desaix de Veygoux et de l'Empire en 1812.
- En 1793, la mère et la sœur de Desaix sont dénoncées par le curé constitutionnel de Charbonnières et enfermées à la prison de Riom. Le domaine de Veygoux est confisqué comme bien d'émigré, mais la famille le rachète peu après contre 85 000 livres.
- Casimir Marie Desaix (1801-1880), neveu du général, est le dernier Desaix propriétaire de Veygoux.

### Après la Restauration à nos jours

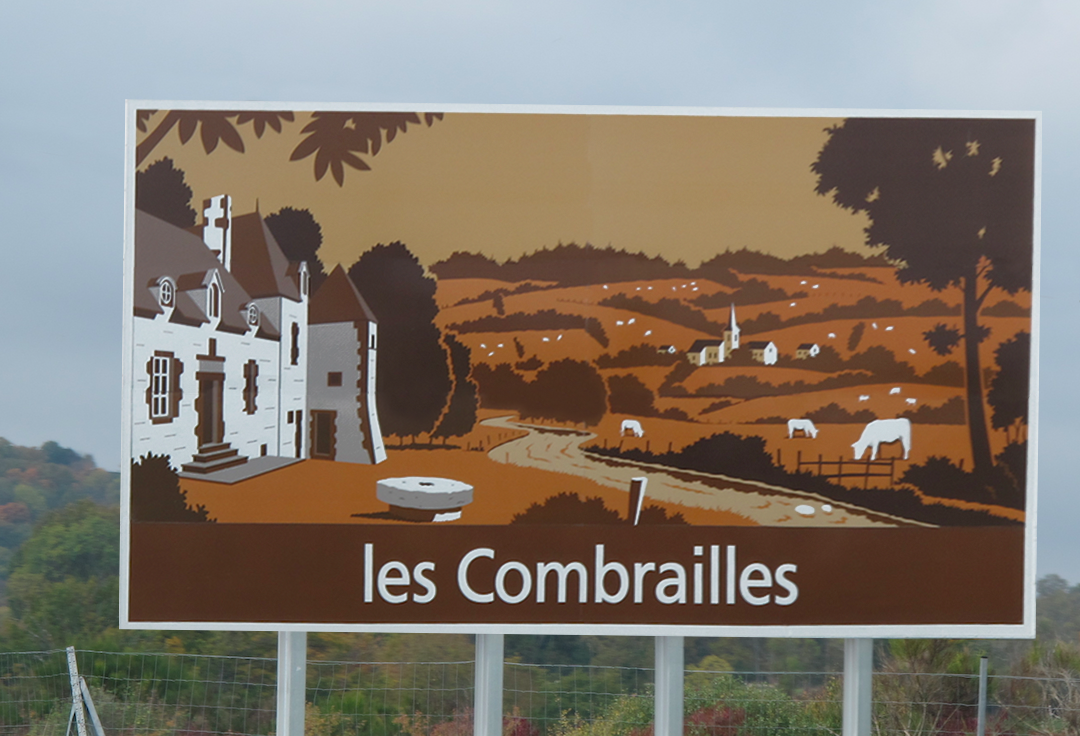
Panneau d'indication touristique sur l'A89 montrant le manoir de Veygoux.

Après la Restauration, Veygoux est vendu à la famille de Chabrol, propriétaire des châteaux voisins de Jozerand et de Tournoël. Des fermiers y sont logés. Au début du XXe siècle, le docteur Levadoux, habitant de Châtel-Guyon, en fait sa maison de campagne. Des retraités de Lozère l'occupent de 1946 à 1956. Leur fils et sa famille l'ont habité jusqu'en 1965. En 1968, c'est dans un état particulièrement délabré que le manoir est racheté par l'artiste, collectionneur et diplomate écossais Hugh Ian Macgarvie-Munn qui le sauve de la ruine et l'habite jusqu'en 1972. Le propriétaire suivant, Jean-Pierre Berthier, l'achète en 1974 et entreprend des travaux de rénovation importants. En 1997, le manoir devient la propriété de la commune de Charbonnières.

## Le musée
Le musée de Veygoux retrace, de façon dynamique, les aventures du général Desaix, héros de la Révolution française, de la prise de la Bastille jusqu’au champ de bataille de Marengo. Ce scénomusée  fait entrer le visiteur dans la salle du jeu de paume et le rend témoin d'un évènement fondateur de la Révolution, le serment du Jeu de paume. Une initiation à la pratique du sport du jeu de paume est d'ailleurs possible grâce à un jeu vidéo. Le musée traite des origines de la Révolution, de ses principaux personnages, de ses grands évènements, de ses fêtes et de ses symboles. La technologie de la réalité augmentée fait vivre les guerres révolutionnaires menées par Bonaparte. Pour les plus jeunes, un jeu de piste aide à comprendre l’histoire de la Révolution. Il comprend un parcours interactif dans le parc.